# NGC 1703
NGC 1703 é uma galáxia espiral barrada (SBb) localizada na direcção da constelação de Dorado. Possui uma declinação de -59° 44' 34" e uma ascensão recta de 4 horas, 52 minutos e 51,9 segundos.
A galáxia NGC 1703 foi descoberta em 4 de Dezembro de 1834 por John Herschel.